# 胍生
胍生（商品名： Envacar）是一种人工合成的有机化合物，分子式C10H13N3O2，可作为交感神經抑制劑药物，由辉瑞在英国销售，用于治疗高血壓，但因肝毒性而退出市场。